# Tynset
Tynset é uma comuna da Noruega, com 1 869,0 km² de área e 5 463 habitantes (censo de 2004).         
A povoação de Kvikne integra esta comuna.